# Serviço Nacional de Aprendizagem Rural
Serviço Nacional de Aprendizagem Rural (kurz: SENAR, dt. "nationaler Ausbildungsdienst für die Landwirtschaftslehre") ist eine landesweit tätige private brasilianische Institution des öffentlichen Rechts.
Der 1991 gegründete SENAR bietet berufsausbildende Kurse in den Landwirtschaftsberufen.
Die brasilianischen Landwirtschaftsunternehmen müssen ein Prozent der von ihnen gezahlten Lohngelder an SENAR abführen, um dessen Berufsbildungszentren zu finanzieren. Das Gleiche gilt für den Serviço Nacional de Aprendizagem Comercial, der für die berufliche Ausbildung im Dienstleistungsbereich zuständig ist und den Serviço Nacional de Aprendizagem Industrial, bei dem die gewerbliche Ausbildung in Industrieberufen stattfindet.
In den 17 Berufsfeldern des SENAR wurden seit seiner Gründung 157.000 Schüler ausgebildet.